# Irish Ice Hockey League 2007/08
Die Saison 2007/08 war die erste Spielzeit der Irish Ice Hockey League, der höchsten irischen Eishockeyspielklasse. Meister wurden zum ersten Mal in der Vereinsgeschichte überhaupt die Dundalk Bulls.

## Modus
In der Hauptrunde sollte jede der fünf Mannschaften insgesamt 16 Spiele absolvieren, jedoch verzichtete man auf die Austragung der letzten Spiele, nachdem die Platzierungen der Hauptrunde nicht mehr verändert werden konnten. Die vier bestplatzierten Mannschaften qualifizierten sich für die Playoffs, in denen der Meister ausgespielt wurde. Für einen Sieg nach regulärer Spielzeit erhielt jede Mannschaft drei Punkte, bei einem Sieg nach Shootout gab es zwei Punkte, bei einer Niederlage nach Shootout ein Punkt und bei einer Niederlage nach regulärer Spielzeit null Punkte.

## Hauptrunde
|    | Klub                | Sp | S  | N  | SOS | SON | Tore   | Punkte |
| -- | ------------------- | -- | -- | -- | --- | --- | ------ | ------ |
| 1. | Dundalk Bulls       | 15 | 14 | 1  | 0   | 0   | 192:34 | 42     |
| 2. | Dublin Rams         | 16 | 11 | 4  | 0   | 1   | 99:96  | 34     |
| 3. | Flyers IHC          | 16 | 7  | 8  | 1   | 0   | 80:146 | 23     |
| 4. | Belfast City Bruins | 14 | 4  | 10 | 0   | 0   | 65:107 | 12     |
| 5. | Latvian Hawks       | 14 | 1  | 13 | 0   | 0   | 55:112 | 3      |

Sp = Spiele, S = Siege, U = Unentschieden, N = Niederlagen

## Playoffs

### Halbfinale
- Dundalk Bulls – Latvian Hawks 26:4
- Dublin Rams – Flyers IHC 4:1

### Finale
- Dundalk Bulls – Dublin Rams 6:3